# کاره-پلوگه
کاره-پلوگه (به فرانسوی: Carhaix-Plouguer) یک کمون در فرانسه است که در canton of Carhaix-Plouguer واقع شده‌است.

## خصوصیات
کاره-پلوگه ۲۵٫۸۱ کیلومترمربع مساحت و ۷٬۶۵۴ نفر جمعیت دارد.

## خواهرخوانده
شهر والدکپل خواهرخواندهٔ کاره-پلوگه هست.